# Cantó de Rennes-Bréquigny
El cantó de Rennes-Bréquigny (bretó Kanton Roazhon-Bréquigny) és una divisió administrativa francesa situat al departament d'Ille i Vilaine a la regió de Bretanya.

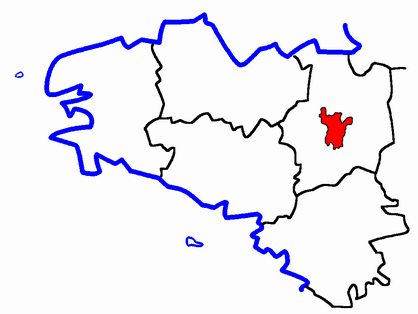
Situació del cantó

## Composició
El cantó aplega la comuna de Rennes, fracció de Bréquigny limita a l'oest i al sud per la comuna de Saint-Jacques-de-la-Lande, a l'est per l'avinguda Henri Fréville i al nord pel boulevard Clemenceau.

## Història
| Data d'elecció                           | Identitat       | Partit | Qualitat |
| ---------------------------------------- | --------------- | ------ | -------- |
| 2001-                                    | François Richou | PS     |          |
| les dades anteriors no són pas conegudes |                 |        |          |
|                                          |                 |        |          |